# Arnolf Dembiński
Arnolf Dembiński herbu Nieczuja (zm. w 1758 roku) – podczaszy krakowski w latach 1730–1758.
Był konsyliarzem powiatu krakowskiego w konfederacji zawiązanej dla obrony Stanisława Leszczyńskiego w 1733 roku.